# Galaxie irrégulière barrée

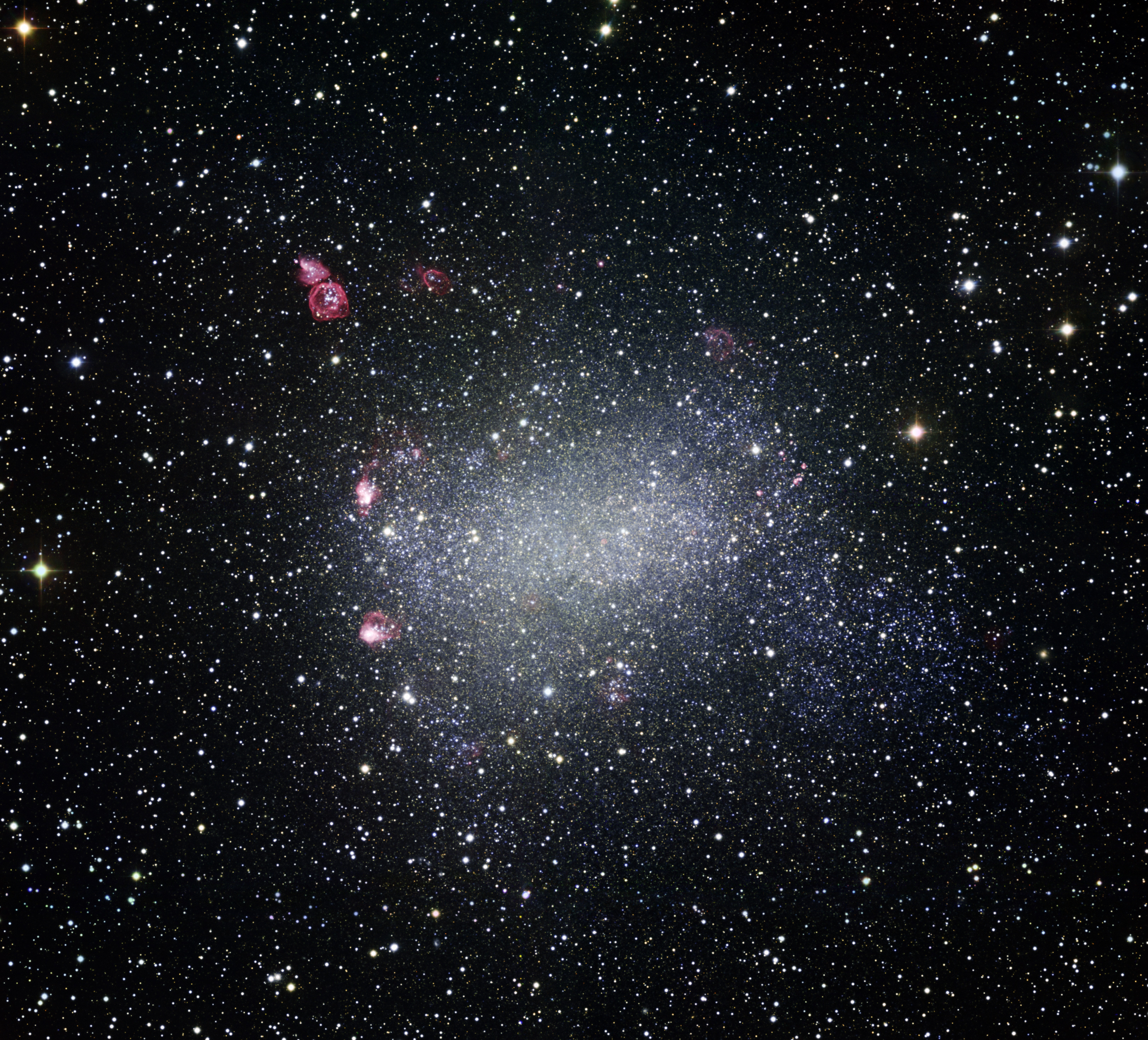
La galaxie de Barnard (NGC 6822), un exemple type de galaxie irrégulière barrée.

Une galaxie irrégulière barrée est la version irrégulière de la galaxie spirale barrée.

## Exemples
Les exemples types sont le Grand Nuage de Magellan et NGC 6822 soit la galaxie de Barnard. Toutes deux membres du Groupe local.

## Origine
Certaines galaxies irrégulières barrées, telles le Grand Nuage de Magellan, pourraient avoir été des galaxies naines spirales déformées par un effet de marée galactique exercé par un voisin plus massif. Ici par la Voie lactée.